# Attenberg
Attenberg es una película dramática griega estrenada en 2010 y escrita y dirigida por Athina Rachel Tsangari. Fue seleccionada como representante de Grecia a la edición de los premios Óscar de 2011, organizada por la Academia de Artes y Ciencias Cinematográficas.

## Argumento
Marina, una joven de 23 años algo retraída, vive con su padre, un arquitecto enfermo terminal llamado Spyros. Habitan en una ciudad industrial griega, junto al mar, donde trabaja en la acería local. Incapaz de relacionarse con sus semejantes, es adicta a los documentales sobre la naturaleza de sir David Attenborough, a las canciones de Suicide y a las clases de educación sexual que da su amiga Bella.
A pesar de su inexperiencia, Marina mantiene buenas relaciones con su padre y su amiga Bella, a los que muestra calidez y consideración. Spyros se muestra contemplativo mientras espera a la muerte, que siente próxima.

## Elenco
- Ariane Labed - Marina
- Vangelis Mourikis - Spyros
- Evangelia Randou - Bella
- Yorgos Lanthimos - ingeniero

## Conexiones externas
- Attenberg en Internet Movie Database (en inglés).

- Datos: Q127267